# Tauroraphidia netrix
Tauroraphidia netrix is een kameelhalsvliegensoort uit de familie van de Raphidiidae. De soort komt voor in Turkije.
Tauroraphidia netrix werd voor het eerst wetenschappelijk beschreven door H. Aspöck et al. in 1982.